# Воронение стали

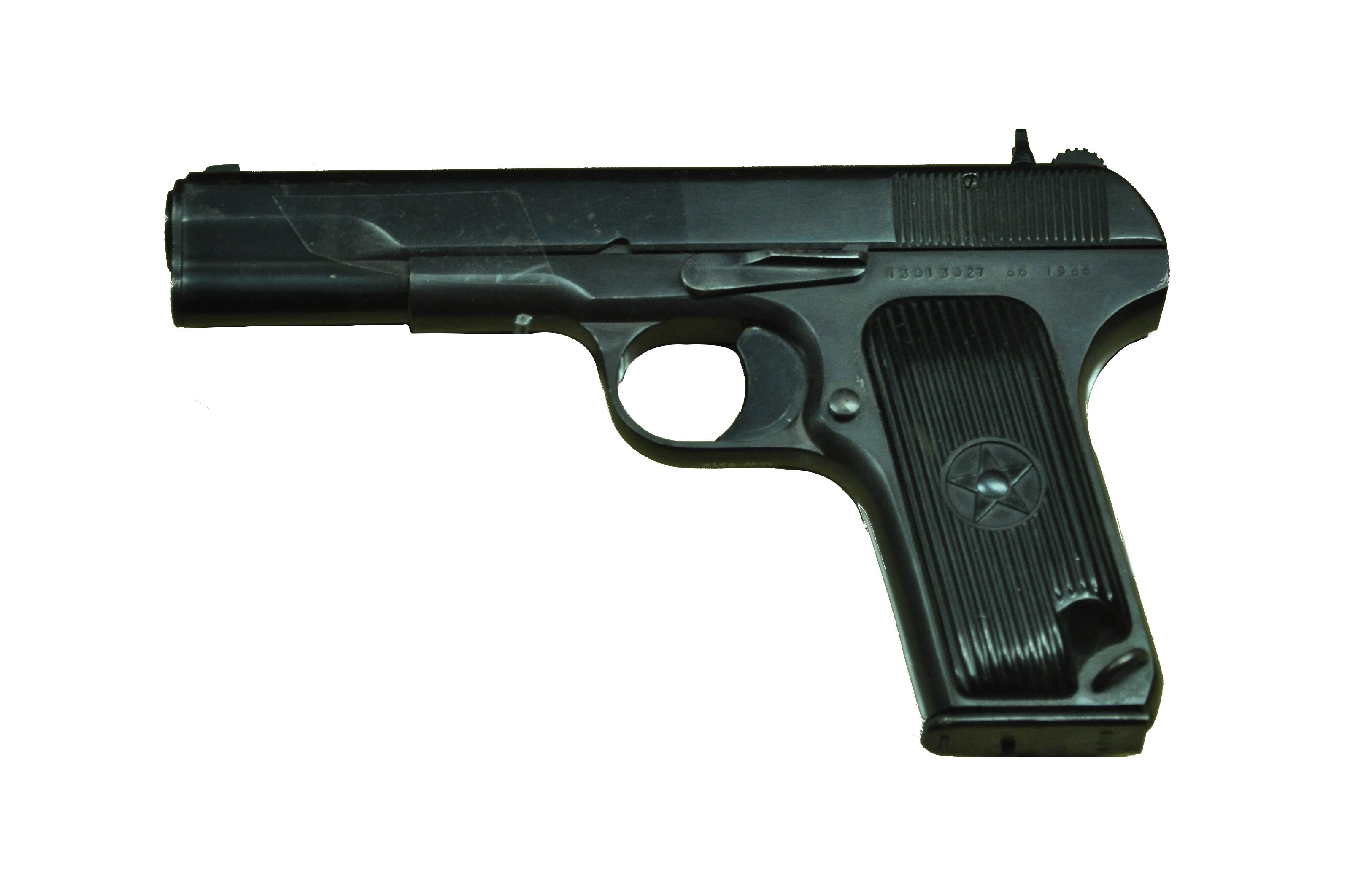
Пистолет ТТ. Металл подвергнут воронению

Вороне́ние стали (оксидирование, чернение, синение) — процесс получения на поверхности углеродистой или низколегированной стали или чугуна слоя оксидов железа толщиной 1—10 мкм. От толщины этого слоя зависит его цвет — так называемые цвета побежалости, сменяющие друг друга по мере роста плёнки (жёлтый, бурый, вишнёвый, фиолетовый, синий, серый).
Существуют следующие виды воронения:
- щелочное — воронение в щелочных растворах с окислителями при температуре 135—150 °C;
- кислотное — воронение в кислых растворах химическим или электрохимическим способами;
- термическое — окисление стали при высоких температурах: в парах аммиачно-спиртовой смеси при 520—880 °C, в расплавленных солях при 400—600 °C, а также в воздушной атмосфере при 310—450 °C с предварительным покрытием поверхности детали тонким слоем асфальтового или масляного лака.

Структура покрытия — мелкокристаллическая, микропористая. Для придания блеска, а также улучшения защитных свойств оксидной плёнки её также пропитывают маслом (минеральным или растительным).
Воронение применяется преимущественно в качестве декоративной отделки, реже — для предотвращения коррозии металла.